# ويليام إي. دودغ
ويليام إي. دودغ هو سياسي أمريكي، ولد في 4 سبتمبر 1805 في هارتفورد في الولايات المتحدة، وتوفي في 9 فبراير 1883 في نيويورك في الولايات المتحدة. نشط حزبياً في الحزب الجمهوري. وقد انتخب عضو مجلس النواب الأمريكي ‏.

## وصلات خارجية
- ويليام إي. دودغ على موقع الموسوعة البريطانية (الإنجليزية)